# Tarenna bonii
Tarenna bonii är en måreväxtart som beskrevs av Charles-Joseph Marie Pitard. Tarenna bonii ingår i släktet Tarenna och familjen måreväxter.
Artens utbredningsområde är Vietnam. Inga underarter finns listade i Catalogue of Life.